# 賈思樂
賈思樂（Louie Castro ; 1954年10月1日—），澳門土生葡人，香港男歌手。

## 簡介
賈思樂為澳門出生之澳葡混血兒，曾就讀粵華中學，由於他在校時選修了葡語，因此不能閱讀及書寫中文。1974年畢業后曾參與無綫電視旨在挖掘歌唱人才的節目《聲寶之夜》，憑翻唱《Congratulations》一曲晉身決賽，從而前往香港發展，加入娛樂圈。1976年，受無綫金牌編導甘國亮賞識，演出首套劇集《少年十五二十時》。同年，賈思樂与森森、斑斑、李振輝合作拍攝《四樂士特輯》歌唱節目，繼而与EMI簽約。
在無綫期間，賈思樂除發展歌唱事業外，亦曾赴台灣參演電視劇。1980年代，賈思樂活躍于《歡樂今宵》綜藝性節目演出，其与盧海鵬、戚美珍合作演出的搞笑短劇《蝦仔爹哋》，為《歡樂今宵》中最長壽的短劇。
1988年，賈思樂替無綫綜藝節目《歡樂今宵》遠赴澳洲拍攝外景時途中遇上車禍，遇險者還包括余綺霞、麥麗紅等藝人，1990年代初，受亞洲電視高薪挖角轉投旗下，並參演《最佳才子》等劇以及主唱劇集主題曲。
1995年，賈思樂曾退出歌壇。2000年後，賈思樂于新城電台復出，成為節目主持，并再次推出個人專輯。近年，賈思樂偶有舉行個人演唱會，与多年的歌壇好友相聚。
2011年9月，賈思樂召集戚美珍、盧海鵬、林建明等昔日《蝦仔爹哋》的班底組合，并邀請陳奐仁、苗僑偉、黃日華、陳百祥、曾志偉等人一同演出由原來的搞笑短劇改編而成的兩小時舞台劇。
2019年11月，賈思樂原定12及13日於香港文化中心音樂廳舉行演唱會，惟因社會不穩定因素，大會決定取消演出。

## 演出作品

### 電視劇（無綫電視）
- 1976年 《少年十五二十時》 飾 湯家樹
- 1978年 《甜姐兒》
- 1978年 《青春熱潮》 飾 Louie
- 1980年 《聲寶喜相逢》 飾 仔仔
- 1980年 《山水有相逢》 飾 電視台甘姓助理編導、梅劍仙侄兒
- 1981年 《香港八一》 飾 方大為
- 1981年 《他的一生》 飾 郭昭明
- 1983年 《冤鬼再見》 飾 王雅力
- 1983年 《夜驚魂之此情可待》 飾 細Dee
- 1986年 《大班密令之天國兒女》 飾 Mike Lee
- 1988年 《殭屍奇兵》 飾 尼古丁伯爵

### 電視劇（亞洲電視）
- 1990年 《最佳才子》 飾 唐伯虎
- 1990年 《鬼做你老婆》
- 1992年 《死頂一族》

### 電視劇（香港電台）
- 1978年 《屋簷下之15,16...》 飾 Peter

### 綜藝節目（無綫電視）
- 1976年 《四樂士特輯》
- 1978年 《樂在其中》
- 1979年 《Bang Bang 咁嘅聲》（第5輯主持）
- 1980年代 《歡樂今宵之蝦仔爹哋》 飾 蝦仔
- 1980年 《回力棒》（明珠台，兒童節目）
- 1984年 《掃描人生》
- 2007年 《再會歡樂今宵團圓夜》
- 2009年 《今日VIP》
- 2011年 《我的2010》
- 2011年 《變身男女Chok Chok Chok》
- 2015年 《Sunday靚聲王》（嘉賓，2015年9月13日）
- 2017年 《綜藝精彩50年 我愛EYT》（演出嘉賓，11月11日）
- 2017年 《最佳拍檔》（嘉賓，2017年11月26日）

### 綜藝節目（亞洲電視）
- 1992年 《方太生活廣場》
- 1992年 《方太美食廣場》
- 2007年 《電視風雲五十年》第七集:兩台綜藝節目大鬥法
- 2012年 《亞視百人》（嘉賓）

### 綜藝節目（ViuTV）
- 2018年 《Good Night Show 全民星戰》（嘉賓，5月31日／6月1日）
- 2021年 《AH佛真·惜玩》（嘉賓，8月9日／8月10日）

### 綜藝節目（台灣）
- 華視《賈思樂時間》

### 其它節目
- 2009年 《Have a Nice Day》（now香港台，嘉賓，2009年10月11日/2010年1月10日/2月28日）
- 2011年 《口水多過浪花》（香港商業電臺，嘉賓，2011年9月15日）
- 2015年 《爆Talk》（HKTV，嘉賓，2015年3月21日）

### 電影
- 1976年《星座奇趣錄》
- 1977年《永恆的愛》
- 1978年《小小世界妙妙妙》
- 1979年《我愛芳鄰》
- 1982年《衝激21》
- 1985年《摸錯骨》
- 1990年《玉梨魂》
- 2006年《天生一對》
- 2017年《骨妹》飾 土生餅店老闆

## 鏈接
- 香港影庫-賈思樂 （页面存档备份，存于）